# Paramyiolia rhino
Paramyiolia rhino är en tvåvingeart som först beskrevs av Steyskal 1972.  Paramyiolia rhino ingår i släktet Paramyiolia och familjen borrflugor. Inga underarter finns listade i Catalogue of Life.